# Фаунтен-Грін (Юта)
Фаунтен-Грін (англ. Fountain Green) — місто (англ. city) в США, в окрузі Санпіт штату Юта. Населення — 1197 осіб (2020).

## Географія
Фаунтен-Грін розташований за координатами 39°37′41″ пн. ш. 111°38′25″ зх. д. / 39.62806° пн. ш. 111.64028° зх. д. (39.627943, -111.640232).  За даними Бюро перепису населення США в 2010 році місто мало площу 3,64 км², уся площа — суходіл. В 2017 році площа становила 3,24 км², уся площа — суходіл.

## Демографія
Згідно з переписом 2010 року, у місті мешкала 1071 особа в 327 домогосподарствах у складі 265 родин. Густота населення становила 294 особи/км².  Було 370 помешкань (102/км²).
Расовий склад населення:
| - 92,6 % — білих - 1,0 % — корінних американців - 0,6 % — чорних або афроамериканців - 4,6 % — осіб інших рас |

До двох чи більше рас належало 1,2 %. Частка іспаномовних становила 8,5 % від усіх жителів.
За віковим діапазоном населення розподілялося таким чином: 36,6 % — особи молодші 18 років, 51,7 % — особи у віці 18—64 років, 11,7 % — особи у віці 65 років та старші. Медіана віку мешканця становила 30,8 року. На 100 осіб жіночої статі у місті припадало 100,2 чоловіків;  на 100 жінок у віці від 18 років та старших — 95,7 чоловіків також старших 18 років.
Середній дохід на одне домашнє господарство  становив 55 834 долари США (медіана — 47 969), а середній дохід на одну сім'ю — 64 176 доларів (медіана — 57 692). Медіана доходів становила 43 393 долари для чоловіків та 30 656 доларів для жінок. За межею бідності перебувало 14,6 % осіб, у тому числі 18,9 % дітей у віці до 18 років та 3,4 % осіб у віці 65 років та старших.
Цивільне працевлаштоване населення становило 421 особа. Основні галузі зайнятості: освіта, охорона здоров'я та соціальна допомога — 29,5 %, сільське господарство, лісництво, риболовля — 12,1 %, будівництво — 10,5 %.